# 渦

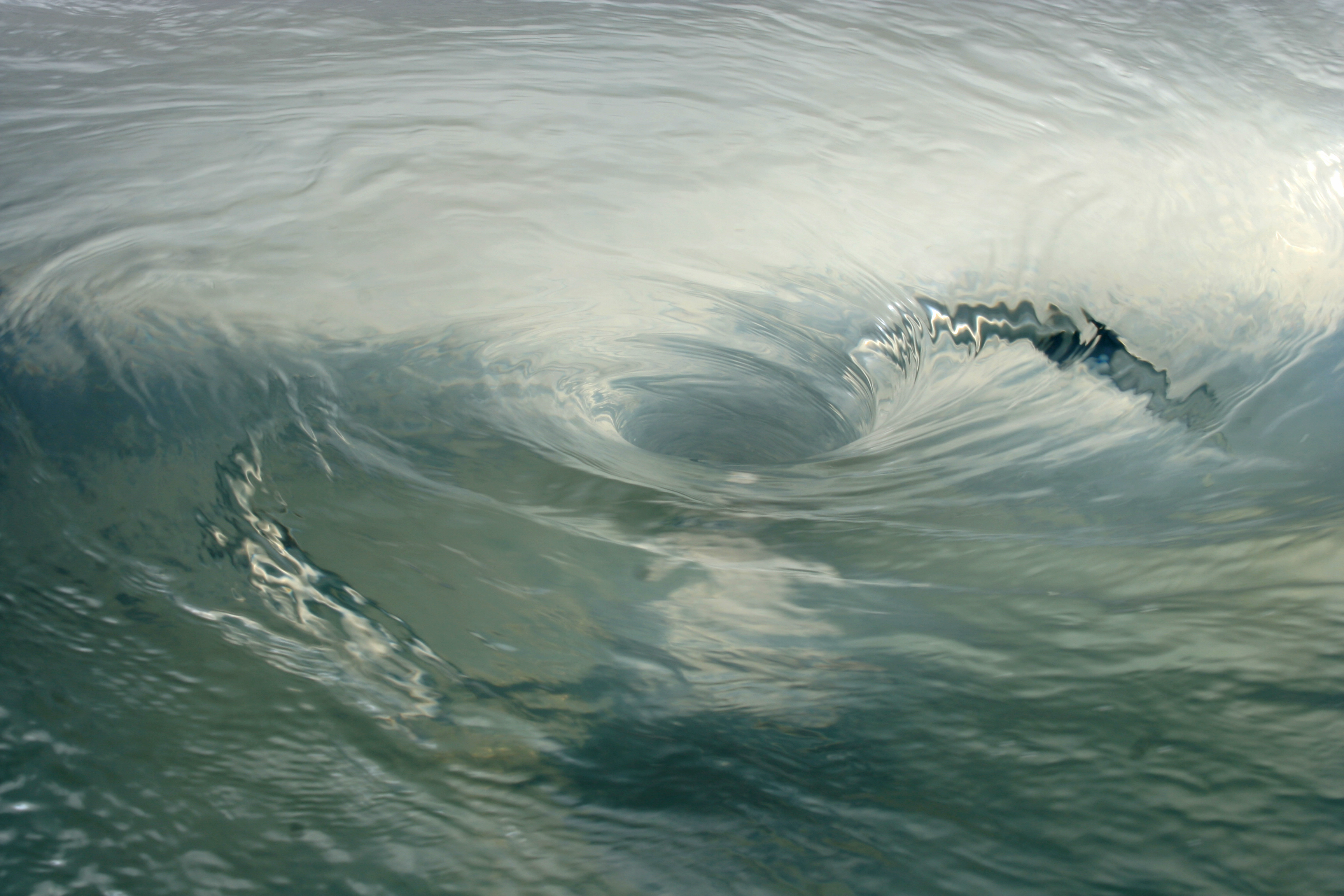
渦

水流が岩（石）にぶつかり発生している渦

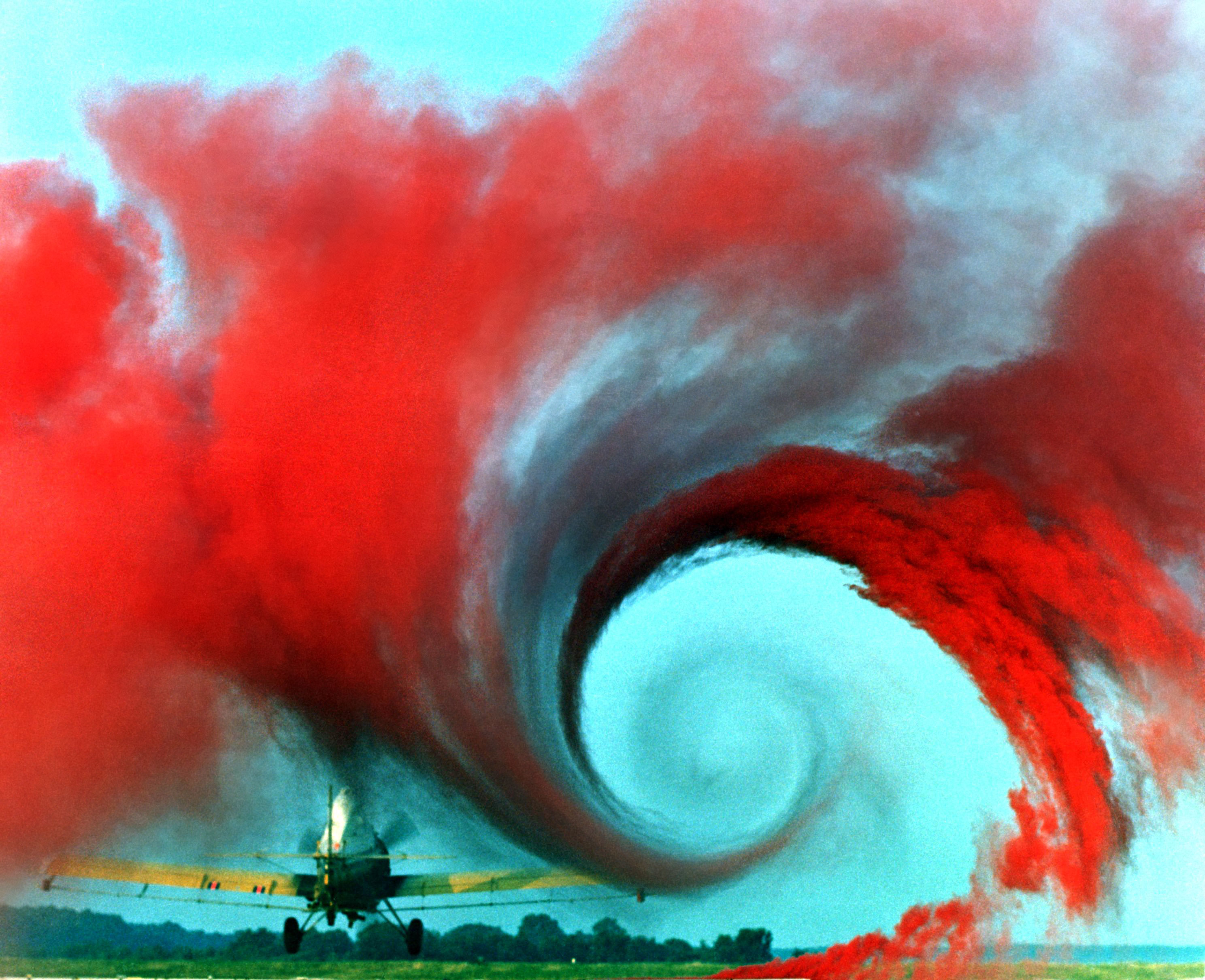
航空機の作る渦（カラースモークで着色）

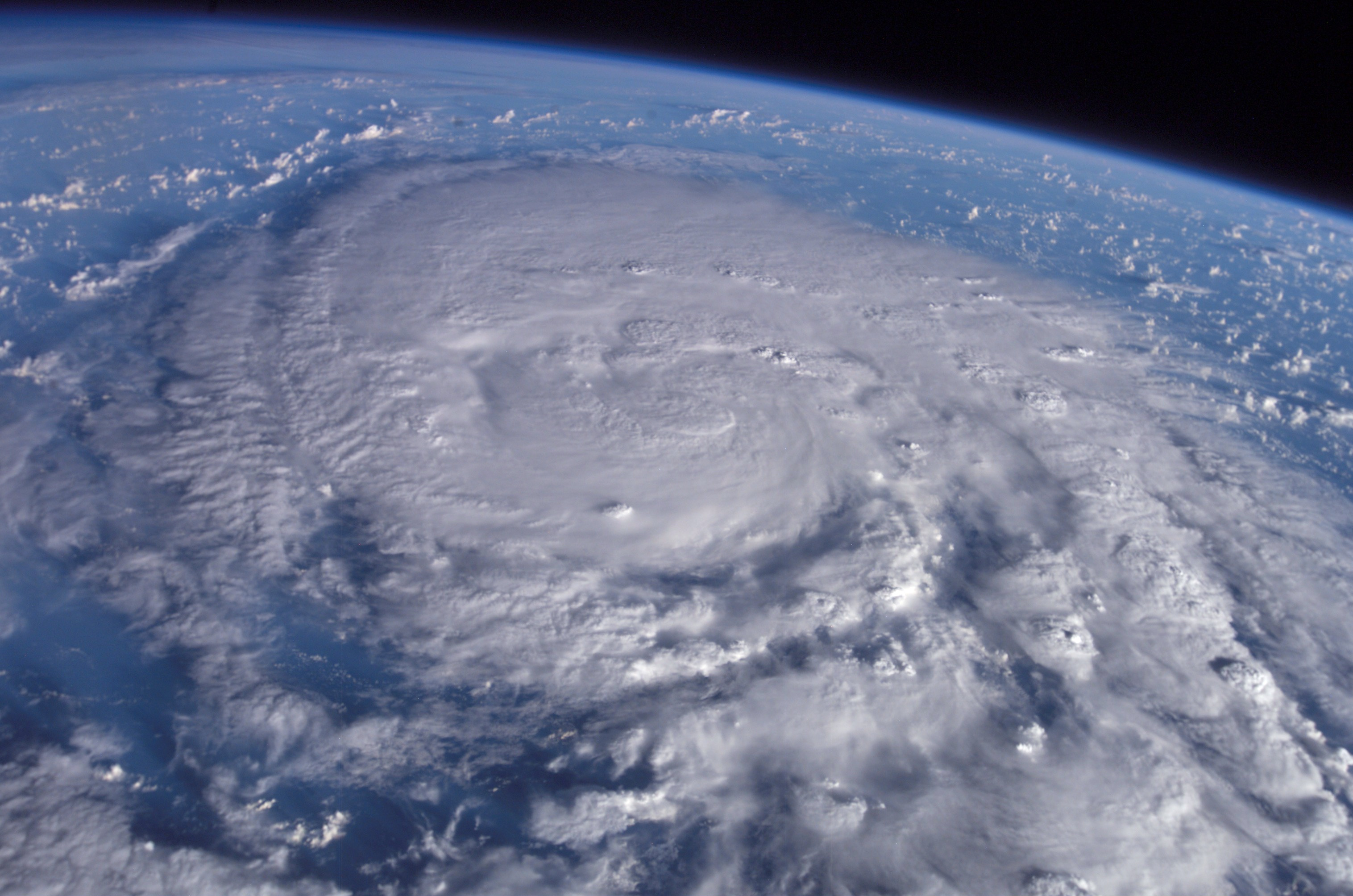
宇宙から見た台風

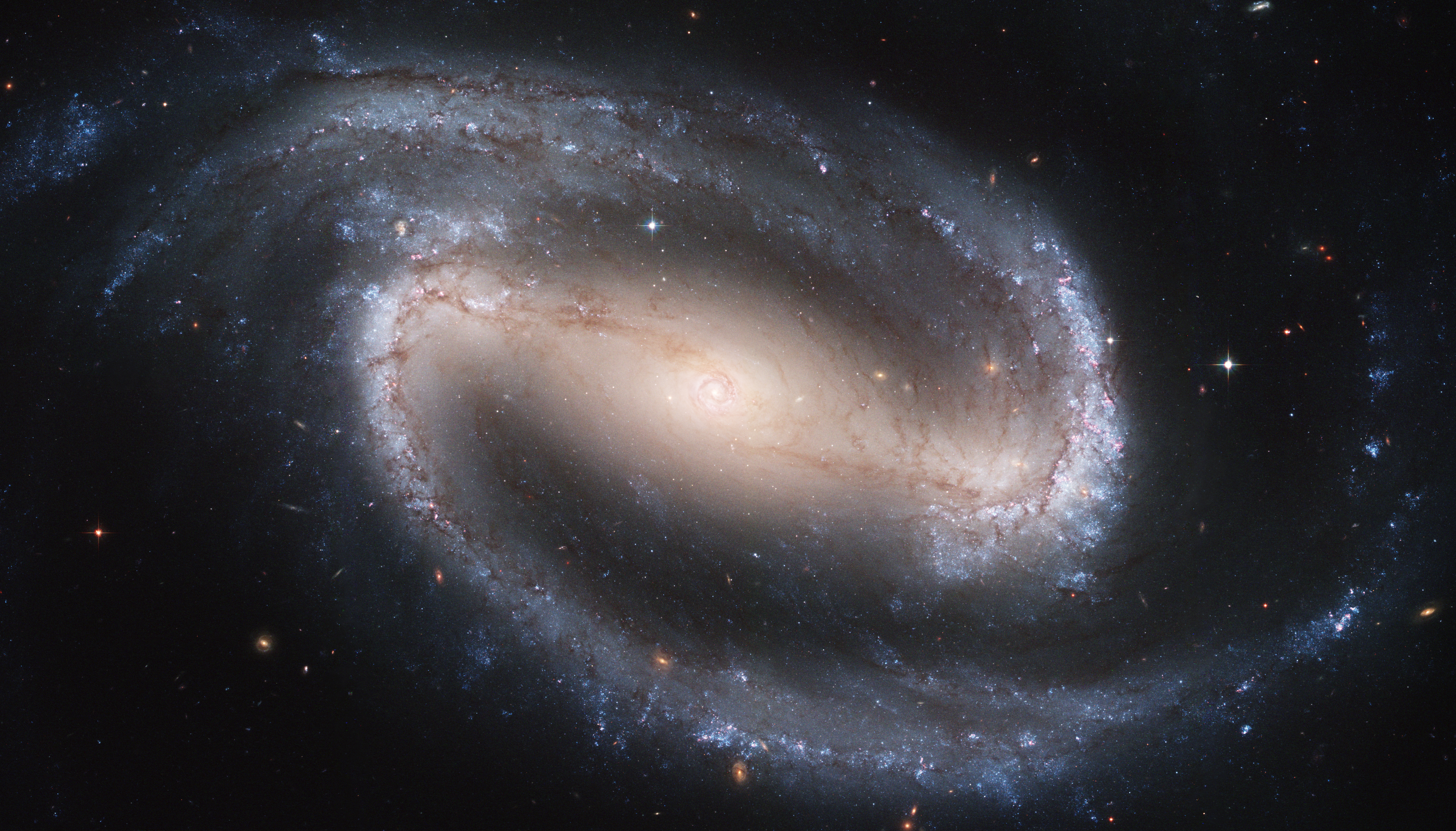
スパイラル状の銀河NGC 1300（ハッブル望遠鏡/NASA/ESA）

渦（うず）とは、流体やそれに類する物体が回転して発生する螺旋状のパターンのこと。渦巻き（うずまき）などとも言う。

## 概説
液体でも気体でも発生することがある。水の起こす渦の中でも人々に馴染みが深いものとしては、洗濯機の中の水の渦、風呂の水を抜く時の渦、海峡などで発生する渦潮（うずしお）などがある。気体の渦としては、竜巻、台風などがある。日常においても興味深いものであるが、科学・工学的な視点からも、渦の理解や、その利用、あるいは対策が重要なものとなってくることがある。学問としては、流体力学、気象学、航空工学、船舶工学などが扱っている。

## 発生原因（自然発生の場合）
自然発生する渦形成現象を一般的に述べた見解がある。それによれば、流体中で、質的に異なった二つのものが接触するとき、必ず渦が形成されるという。質的な例として以下の８つが例示されている。
- 液体・固体
- 液体・気体
- 速・遅
- 温・冷
- 濃・薄
- 重・軽
- 粘性・流動性
- アルカリ性・酸性

## 代表的な渦
- 竜巻 - 台風
- 鳴門の渦潮
- 銀河

## 流体力学での渦
流体力学においては、流体を微小な要素に分ける。微小な要素に分けた内の一つに着目すると、その運動は、
1. その要素全体の並進運動
2. 要素を剛体として考えた上での回転運動
3. 純粋な歪みによる運動

に分けて考えることができる。渦において重要なのは、2.の回転に関する部分である。
微小要素の回転の様子は
{\displaystyle {\boldsymbol {\omega }}(x,t)=\operatorname {rot} {\boldsymbol {v}}(x,t)}
によって定義される渦度で表現される。
ここで v(x, t) は流体の速度場、rot はベクトル場の回転である。
渦なしの条件とは渦度がゼロ（ω = 0）であり、このとき流体の運動は渦を伴わない。逆に渦度がゼロでなければ流体のどこかで渦が存在する。
粘性を持つ流体の場合は渦度が拡散していく。このため、渦を扱う場合に粘性はごく弱い（小さい）として扱うか、無視する場合が多い。
数学的に単純化された渦のモデルとしてランキン渦などが考えられている。

## 渦のできる場合
流体のある位置にそれらが急に集められる場合に、渦を生じることが多い。たとえばお風呂に水が入っている状態で、風呂桶の底の栓を抜くと、周りの水はここから流れ出すから、風呂桶の内部の水はすべてここに集まってくる。
この時、水の各部分がその位置へ向かう方向に対して横の運動量を持っていた場合、その位置を中心とする回転運動を行いながら次第に中心に向かって移動することになる。すると、角運動量保存の法則により、回転速度は増加する。実際には各部分は異なった方向の運動量を持つだろうから、次第にぶつかり合って、やがて一定の方向の回転を行うようになる。
台風のような地球上における大規模な渦は北半球では反時計回り、南半球では時計回りとなっている。これはコリオリの力が働くためである。詳しくは該当項を参照。なお、小さな渦についてもこういわれることがあるが、これは必ずしも正しくない。
洗濯機の場合、浴槽の底に回転翼をつけることで水に回転運動を起こさせている。しかし、実際にはこの運動では洗濯物が一定方向に動くだけで、押し洗いやもみ洗いに類する効果が得にくい。技術の進歩により、短時間で回転方向を変えるなど、渦を作らない洗濯機も出現している。